# Herbert W. Eber
Herbert W. Eber (geboren als Herbert Wolfgang Leibel 2. Juni 1928 in Wien; gestorben am 9. Februar 2016 in Atlanta) war ein US-amerikanischer Psychologe.  

## Leben
Herbert Leibel war ein Sohn des Albert Leibel und der Alice Hesky, er hatte drei Geschwister aus der zweiten Ehe seines Vaters. Nach dem Anschluss Österreichs 1938 schickten seine Großeltern ihn im Februar 1939 mit einem Kindertransport nach Großbritannien mit dem Ziel USA, wohin er im November des Jahres zu seiner Cousine Beatrice und ihrem Ehemann Issadore Eber gelangte. 1941 wurde er von ihnen adoptiert. Eber studierte 1945/46 an der University of Tennessee und wurde dann Soldat der US Army im Korea-Krieg. 1949 setzte er das Studium an der Southwestern Memphis fort und machte 1951 einen B.A. Er wurde Forschungsassistent für Sozialwissenschaften in Chapel Hill und wurde 1954 an der University of North Carolina in Klinischer Psychologie promoviert. Er wurde Associate Professor am Alabama College Montevallo und 1956 Professor und arbeitete in Rehabilitationseinrichtungen. 
Ab 1960 praktizierte er freiberuflich als psychologischer Berater, war daneben Krankenhauspsychologe am Hill Crest Hospital in Birmingham (Alabama) und unterrichtete Psychologie am Birmingham–Southern College. Ab 1965 arbeitete er als Berater in Atlanta.  
Eber war seit 1949 beteiligt an dem von Raymond B. Cattell entwickelten „Sixteen Personality Factor Questionnaire (16PF)“ und an dessen weiterer Validierung. Daraus abgeleitet entstand später der Big Five-Persönlichkeitstest. 
Eber entwickelte Multivariate Verfahren zum Persönlichkeitstest und war führendes Mitglied der Society of Multivariate Experimental Psychology (SMEP), die den von ihr vergebenen Preis im Jahr 2012 nach ihm umbenannte.

## Schriften (Auswahl)
- Raymond B. Cattell; Herbert W. Eber; Maurice M. Tatsuoka: Handbook for the sixteen personality factor questionnaire (16PF) : in clinical, educational, industrial and research psychology. Champaign, IL: Institute for personality and ability testing (IPAT), 1970
- Use of psychometric technology in prison management. American Psychologist, 1981, S. 526f.
- Scott M. Hofer; Herbert W. Eber: Second-order factor structure of the Cattell Sixteen Personality Factor Questionnaire. In: Boele de Raad; Marco Perugini (Hrsg.): Big five assessment. Göttingen: Hogrefe und Huber, 2002, S. 397–404
- Lewis R. Goldberg; John A. Johnson; Herbert W. Eber; Robert Hogan; Michael C. Ashton; C. Robert Cloninger; Harrison G. Gough: The international personality item pool and the future of public-domain personality measures. In: Journal of Research in Personality 40 (2006) S. 84–96